# Leon Bramson

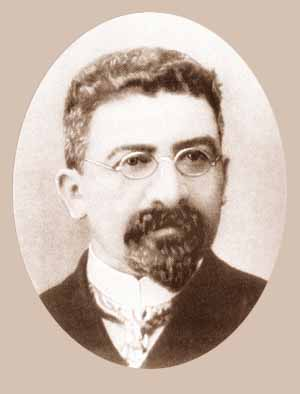
Leon Bramson (vor 1918)

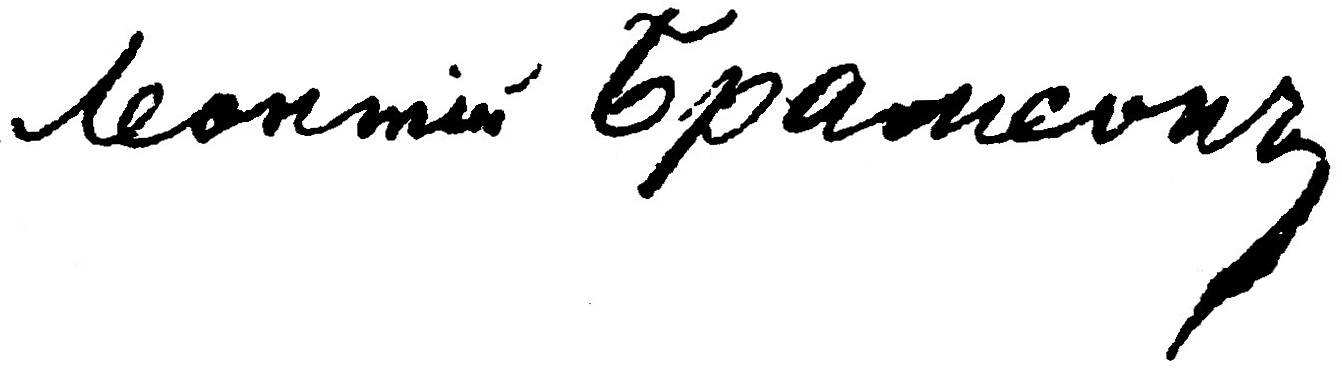
Unterschrift

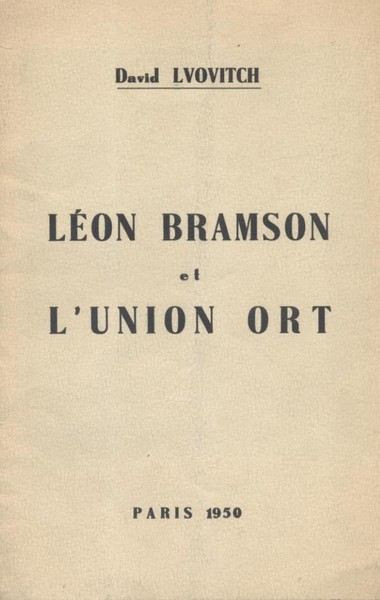

Leon Bramson (russisch Леонтий Моисеевич Брамсон; geboren 1869 in Kaunas, Russisches Kaiserreich; gestorben 2. März 1941 in Marseille) war ein russischer Anwalt und Organisator jüdischer Selbsthilfeorganisationen und der World ORT.

## Leben
Leon Bramson studierte Rechtswissenschaft in Moskau und praktizierte als Rechtsanwalt in Sankt Petersburg. Er wirkte in der jüdischen Kulturorganisation, in sozialen Selbsthilfeorganisationen und in der Auswandererorganisation der Juden mit. 1892 war er Mitherausgeber einer Studie über die russische Literatur über die Juden in Russland. Er war 1904 der Herausgeber einer Studie über die soziale und ökonomische Lage der Juden in Russland. Bramson war Mitgründer der „Partei Jüdischer Demokraten“ und konnte 1906 durch Wahlabsprachen zwischen dem Allgemeinen jüdischen Arbeiterbund und den Trudowiki im Wahlbezirk Kaunas ein Mandat in der ersten Duma erringen, in der er sich der Arbeiterfraktion anschloss. In der 1880 gegründeten philanthropischen jüdischen Organisation ORT („Gesellschaft zur Förderung der landwirtschaftlichen und handwerklichen Berufe unter den Juden in Russland“) gehörte er zu den Reformern, die unter der Parole „Von der Wohltätigkeit zur Unterstützung der produktiven Arbeit der Juden!“ Selbsthilfe und solidarischen Beistand organisieren wollten. Unter diesem 1909 angenommenen Programm und seiner Führung wuchsen die Aktivitäten der ORT bis 1914 sprunghaft an.
Während des Ersten Weltkriegs organisierte Bramson Hilfe für die aus den Frontgebieten vertriebenen Juden. Bei der russischen Revolution 1917 ging das Vermögen der ORT verloren.
Bramson emigrierte 1920 nach Berlin, wo die World ORT gegründet wurde, und wurde 1923 ihr Präsident. Nach der Machtübergabe an die Nationalsozialisten zog die World ORT im Herbst 1933 nach Paris um. Nach einem Besuch der jüdischen Ansiedlungen in Palästina 1934 wandelte sich Bramson vom Antizionisten zum Zionisten. Bei der deutschen Besetzung Nordfrankreichs 1940 zog er mit der Restorganisation der World ORT, deren Präsident er immer noch war, von Paris in den nichtbesetzten Teil Frankreichs nach Marseille, wo er verstarb.
Das 1960 gegründete „Lycée Professionnel Léon Bramson ORT“ in Marseille und das 1979 gegründete „Bramson ORT College“ in New York City sind nach ihm benannt.

## Notizen
1. ↑  z. B. 12. Dezember 1922 in Berlin: eine Sitzung des "Vereinigten Hungerhilfskomitees" von ORT und OZE (später OSE)

| Personendaten    | Personendaten                              |
| ---------------- | ------------------------------------------ |
| NAME             | Bramson, Leon                              |
| ALTERNATIVNAMEN  | Bramson, Léon; Bramson, Leontii Moiseevich |
| KURZBESCHREIBUNG | Organisator des ORT                        |
| GEBURTSDATUM     | 1869                                       |
| GEBURTSORT       | Kaunas                                     |
| STERBEDATUM      | 2. März 1941                               |
| STERBEORT        | Marseille                                  |